# 青居镇
青居镇，是中华人民共和国四川省南充市高坪区下辖的一个乡镇级行政单位。

## 行政区划
青居镇下辖以下地区：
王家社区、关庙社区、马鞍社区、自力村、民光村、顺江村、曙光村、华阳村、先进村、国光村、烟山村和团结村。